# ばんじゅう

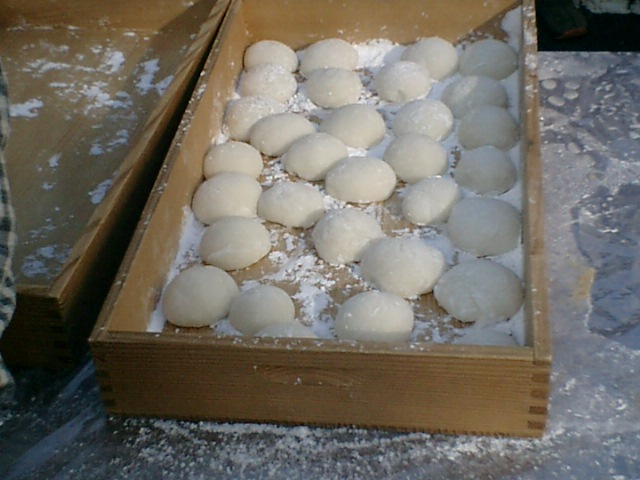
餅が入れられた
木製のばんじゅう

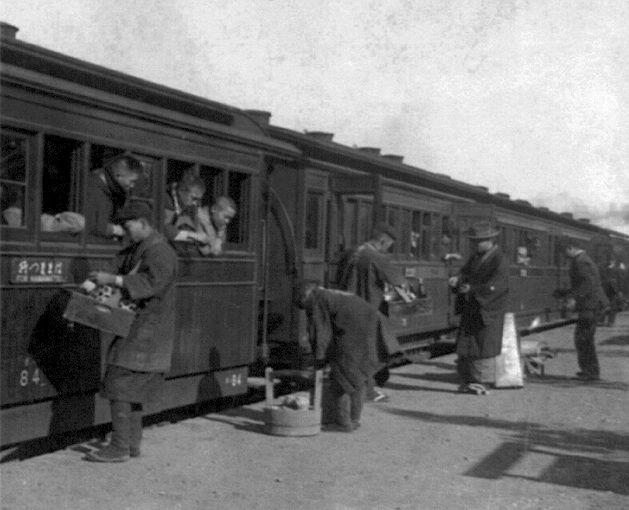
1902年の駅弁販売光景

ばんじゅうは、主に食品業界で利用される、薄型の運搬容器の総称。
番重などの漢字を当てることもある。

## 概要
本来の「ばんじゅう」は木製で、ふたのない箱である。両端に運搬者が手をかけられるように穴があけられていることもある。大きさは様々であるが、ひと一人が両手で持てることが基本である。
特徴としては薄型（縁〈ふち〉の高さが15cm以下が大半）であることと、厚板が用いられていることが挙げられる。これは運搬容器として、また積み重ねに耐えるために丈夫さが求められたためであると思われる。
主に製菓、製パン、製麺や餅など、製品の湿度管理が重要な製造業で用いられた。
現在のばんじゅうは合成樹脂製が大半であるが、一部木製やアルミニウム製のものも使用されている。ふた付きのばんじゅうは合成樹脂製が出回るようになってから製造されるようになったものである。
合成樹脂製のばんじゅうが作られるようになってからは従来の製造業種だけでなく、弁当や豆腐等の製造業でも運送用の通い箱（輸送コンテナ）として用いられている。それに伴って深型のばんじゅうも製造されるようになっている。